# Pleasant Moorman Miller
Pleasant Moorman Miller (* vor 1796 in Lynchburg, Virginia; † 1849) war ein US-amerikanischer Politiker. Zwischen 1809 und 1811 vertrat er den Bundesstaat Tennessee im US-Repräsentantenhaus.

## Werdegang
Pleasant Millers genaues Geburts- und Sterbedatum und sein Sterbeort sind ebenso unbekannt wie sein früher Lebensweg. 1796 kam er nach Rogersville in Tennessee; im Jahr 1800 zog er nach Knoxville weiter. Von 1801 bis 1802 saß er im Gemeinderat dieser Stadt.
Politisch war Miller Mitglied der von Präsident Thomas Jefferson gegründeten Demokratisch-Republikanischen Partei. Bei den staatsweit ausgetragenen Kongresswahlen des Jahres 1808 wurde er für das erste Abgeordnetenmandat von Tennessee in das US-Repräsentantenhaus in Washington, D.C. gewählt, wo er am 4. März 1809 die Nachfolge von Jesse Wharton antrat. Bis zum 3. März 1811 konnte er eine Legislaturperiode im Kongress absolvieren.
Um das Jahr 1824 zog Miller in den westlichen Teil des Staates Tennessee. Zwischen 1836 und 1837 übte er dort das Amt des Chancellor aus. Er starb im Jahr 1849 und wurde in Trenton beigesetzt.